# Питкяранта
Пи́ткяранта (рус. дореф. Питкерандо, Питкерандскій заводъ, карел. Pitkyrandu, фин. Pitkäranta; дословно — «Деревня на Долгом берегу») — город в России в составе Республики Карелия, расположенный в Северном Приладожье. Административный центр Питкярантского района.

## Этимология
Известен с XVIII века как деревня Питкяранда (карел. ranta, randa — «берег», фин. pitkä — «длинный») на восточном берегу Ладожского озера; употреблялась и русская калька топонима — «Долгий Берег». С 1940 года — город Питкяранта.

## История

### Новгородская земля
Селение впервые упоминается как Деревня на Долгом берегу у Ладожского озера в переписной окладной книге Водской пятины Новгородской земли за 1499 год. Изначально деревня входила в угодья Никольско-Сердобольского погоста, так как располагалась на пути из Господина Великого Новгорода в город Сердоболь. Поселение новгородцев на месте основания нынешней Питкяранты состояло из трёх дворов, в которых на постоянной основе проживали около 30 человек, обеспечивавших новгородский торговый тракт.

### Шведское королевство (1617—1721)
По итогам Русско-шведской войны 1610—1617 годов согласно Столбовскому договору 1617 года погост отошёл к Шведскому королевству, став частью капеллы Импилакс. В городе наряду с православным населением появляются лютеране.
В 1632—1634 годах был образован Кексгольмский лен. Он был поделён на две части — северный и южный лен. «Деревня на Долгом берегу» оказалась в составе северного Кексгольмского лена. В ходе русско-шведских войн поселение на протяжении многих лет переходило из рук в руки.

### Российская империя (1721—1917)
По завершении Северной войны согласно Ништадтскому мирному договору 1721 года все территории Финляндии и Новгородской земли отошли России. С XVIII века поселение упоминается в русских документах как деревня в Импилахтинском погосте, то есть в соответствии со старым шведским названием поселения Импилакс. На отвоёванной у Швеции территории была образована Выборгская провинция.
В период царствования Екатерины I (1725—1727) погост принадлежал придворному императрицы графу Брукену. В 1727 году Импилахтинский погост перешёл в разряд дворцовых земель, с 1730 по 1764 годы принадлежал Александро-Невскому монастырю, в 1764—1797 годах являлся собственностью Императорской Коллегии Экономии, а после этого был передан в государственную казну.
В 1800-х годах в Питкерандо развивается горное дело, добываются железо и серебро, открывается Питкерандскій заводъ.
В 1811 году Выборгская губерния была включена императором Александром I в состав новообразованного Великого княжества Финляндского, куда вошёл и Питкерандский завод.
В 1847 году был образован уезд Салми (швед. Salmis härad, фин. Salmin kihlakunta) c центром в селе Сальмис.
В конце XIX века город стремительно развивается: появляются лесопилки, открываются завод по добыче красной охры и стекольный завод, который с 1889 года становится одним из главных поставщиков бутылок в регионе.

### Финляндия (1918—1940)
В 1918 году Питкярандский завод был переименован в Питкяранту и оказался в составе Выборгской губернии независимой Финляндии.
В 1932 году открылось движение по 43-километровой железнодорожной ветке от Ляскеля до Питкяранта, а в 1933 году железная дорога продолжилась дальше — на Ала-Ууксу (фин. Ala-Uuksu, Uuksu satama).

### СССР
После Зимней войны в 1940 году восточная часть Выборгской губернии была передана Советскому Союзу по Московскому мирному договору. Северная часть новой территории была включена в состав Карельской АССР, преобразованной в Карело-Финскую ССР. В июле 1940 года было проведено районирование — среди прочих был образован Питкярантский район с административным центром в Салми.
Статус города присвоен 9 июля 1940 года. Во время Советско-финской войны 1941—1944 годов финские войска снова заняли город, но вынуждены были его оставить в августе 1944 года.
28 декабря 1966 года Питкярантский район был восстановлен. В настоящее время в его состав входят четыре сельских и Питкярантское городское поселение (город с деревнями Юляристиоя, Ууксу, Койриноя).

## Символика
Герб и флаг утверждены 15 сентября 2016 года.
Описание герба:
В зелёном поле под лазоревой (синей, голубой) волнистой главой, обременённой в пояс свитком, окаймлённой серебром, дважды нитевидно просечённым чёрным — две кирки накрест и поверх них — весури (национальный карельский тесак-сучкорез). Все фигуры — серебряные. Щит увенчан муниципальной короной установленного образца
Описание флага:
Флаг представляет собой прямоугольное полотнище с отношением ширины флага к длине 2:3, воспроизводящее композицию герба Питкярантского городского поселения в синем, белом, зелёном и чёрном цветах

## Климат
- Среднегодовая температура воздуха — 2,7 °C
- Относительная влажность воздуха — 79,3 %
- Средняя скорость ветра — 3,0 м/с

| Среднесуточная температура воздуха в Питкяранте по данным NASA | Среднесуточная температура воздуха в Питкяранте по данным NASA | Среднесуточная температура воздуха в Питкяранте по данным NASA | Среднесуточная температура воздуха в Питкяранте по данным NASA | Среднесуточная температура воздуха в Питкяранте по данным NASA | Среднесуточная температура воздуха в Питкяранте по данным NASA | Среднесуточная температура воздуха в Питкяранте по данным NASA | Среднесуточная температура воздуха в Питкяранте по данным NASA | Среднесуточная температура воздуха в Питкяранте по данным NASA | Среднесуточная температура воздуха в Питкяранте по данным NASA | Среднесуточная температура воздуха в Питкяранте по данным NASA | Среднесуточная температура воздуха в Питкяранте по данным NASA | Среднесуточная температура воздуха в Питкяранте по данным NASA |
| Янв                                                            | Фев                                                            | Мар                                                            | Апр                                                            | Май                                                            | Июн                                                            | Июл                                                            | Авг                                                            | Сен                                                            | Окт                                                            | Ноя                                                            | Дек                                                            | Год                                                            |
| −9,9 °C                                                        | −9,3 °C                                                        | −5,0 °C                                                        | 1,8 °C                                                         | 8,9 °C                                                         | 14,0 °C                                                        | 16,4 °C                                                        | 14,0 °C                                                        | 9,1 °C                                                         | 3,5 °C                                                         | −3,8 °C                                                        | −8,4 °C                                                        | 2,7 °C                                                         |
| -------------------------------------------------------------- | -------------------------------------------------------------- | -------------------------------------------------------------- | -------------------------------------------------------------- | -------------------------------------------------------------- | -------------------------------------------------------------- | -------------------------------------------------------------- | -------------------------------------------------------------- | -------------------------------------------------------------- | -------------------------------------------------------------- | -------------------------------------------------------------- | -------------------------------------------------------------- | -------------------------------------------------------------- |

## Население
| 1959    | 1970    | 1979    | 1989    | 1996    | 1998    | 2000    | 2001    | 2002    |
| ------- | ------- | ------- | ------- | ------- | ------- | ------- | ------- | ------- |
| 6204    | ↗10 251 | ↗13 839 | ↗14 361 | ↗14 700 | ↘14 500 | ↘14 400 | ↘14 300 | ↘13 347 |
| 2005    | 2006    | 2007    | 2008    | 2009    | 2010    | 2011    | 2012    | 2013    |
| ↘13 200 | ↘13 000 | ↘12 900 | ↘12 800 | ↘12 616 | ↘11 429 | ↘11 400 | ↘11 245 | ↘11 089 |
| 2014    | 2015    | 2016    | 2017    | 2018    | 2019    | 2020    | 2021    | 2023    |
| ↘10 945 | ↘10 751 | ↘10 705 | ↘10 589 | ↘10 479 | ↘10 307 | ↘10 184 | ↘8340   | ↘8094   |

На 1 января 2025 года по численности населения город находился на 986-м месте из 1124 городов Российской Федерации.
По итогам переписи населения 2020 года проживали следующие национальности (национальности менее 0,1 % и другое, см. в сноске к строке «Другие»):
| Национальность | Численность, чел. | Доля     |
| -------------- | ----------------- | -------- |
| Русские        | 7060              | 84,65 %  |
| Карелы         | 390               | 4,68 %   |
| Белорусы       | 241               | 2,89 %   |
| Украинцы       | 121               | 1,45 %   |
| Финны          | 89                | 1,07 %   |
| Татары         | 61                | 0,73 %   |
| Вепсы          | 32                | 0,38 %   |
| Азербайджанцы  | 26                | 0,31 %   |
| Узбеки         | 17                | 0,20 %   |
| Поляки         | 17                | 0,20 %   |
| Даргинцы       | 13                | 0,16 %   |
| Армяне         | 11                | 0,13 %   |
| Другие         | 262               | 3,15 %   |
| Итого          | 8340              | 100,00 % |

## Инфраструктура
- Центральная районная больница. Открыта 20 марта 1948 года[31]
- Городской краеведческий музей им. В. Ф. Себина. Открыт в 1969 году[32]
- Городской дом культуры. Открыт в 1976 году.
- Детско-юношеская спортивная школа. Открыта в 1967 году
- Женский футбольный клуб «Штурм». Участвовал во втором Чемпионате СССР по футболу среди женщин 1991 и в Первом Чемпионате России по футболу среди женщин 1992 в высшей лиге.

## Экономика
Распоряжением Правительства РФ от 29 июля 2014 года № 1398-р «Об утверждении перечня моногородов» город включён в категорию «Монопрофильные муниципальные образования Российской Федерации (моногорода) с наиболее сложным социально-экономическим положением».
В городе расположен Целлюлозный завод «Питкяранта». В экономике города ведущее место занимал лесопромышленный и горнопромышленный комплекс.
В городе имеется железнодорожная станция. Обслуживание пассажирских перевозок было прекращено в 2015 году. В 2021 движение было возобновлено: зимой состоялось несколько рейсов экспериментального поезда Москва—Питкяранта, затем единственным пассажирским поездом по станции стал ежедневный пригородный состав по маршруту из карельской Сортавалы в Лодейное Поле Ленинградской области.

## Городские районы
- Перякюля (фин. Peräkylä)

Самая старая часть посёлка, в которой селились земледельцы, а также располагались школа и магазин. Она граничила с другими районами посёлка — Раннанкюля и Петяйякюля.
- Петяйякюля (фин. Petäjäkylä)

Петяйякюля начиналась с Рыночной площади. Кроме того, здесь же располагались православная церковь, народная школа и стадион.
- Раннанкюля (фин. Rannankylä)

Здесь находились железнодорожная станция, вокзал, русская школа, пристань, торговый центр, почта, аптека и контора Народного акционерного банка.
- Рисеюс (фин. Riseys)

Здесь были здание оборонной организации Суоелускунта (щюцкор) и казино.
- Тэхдас (фин. Tehdas)

## Достопримечательности
Памятники истории:
- Мемориал Славы в память о советских воинах, погибших в годы Великой Отечественной войны, с могилой Неизвестного солдата (автор проекта архитектор Ю. Ю. Карма)[36]. Мемориал был открыт 10 июня 1977 года[35].
- Памятник советским воинам-освободителям (57-мм артиллерийское орудие). Установлен в 1979 году.
- Братская могила советских воинов, погибших в годы Советско-финских войн 1939—1940 и 1941—1944 годов. В могиле захоронено 48 воинов. В числе захороненных — Герои Советского Союза, комбриг П. П. Борисов и лейтенант С. Я. Киреев. В 1965 году на братской могиле был установлен памятник.
- Братская могила советских воинов, погибших в годы Советско-финских войн 1939—1940 и 1941—1944 годов. В могиле захоронено 535 воинов. Большинство из них воины 7-й армии Карельского фронта, участники штурма Питкяранты и последующих боёв в июле-августе 1944 года. В братской могиле захоронены Герои Советского Союза — старший сержант Г. А. Екимов и младший лейтенант Д. Ф. Петренко. В 1979 году на могиле был установлен памятник в виде глыбы розового гранита.
- Братская могила советских воинов. В могиле захоронено 664 воина. Большинство из них воины 7-й армии Карельского фронта, участники штурма Питкяранты и последующих боёв в июле-августе 1944 года. Среди захороненных — Герой Советского Союза, старший сержант В. В. Черняев. В 1958 году на могиле была установлена стела из песчаника.
- Братская могила советских воинов у озера Перялампи. В могиле захоронено 19 воинов, участников штурма Питкяранты и последующих боёв в июле-августе 1944 года. Среди захороненных — Герой Советского Союза, сержант И. П. Мартыненко
- Комплекс захоронений советских воинов на 7-м км Петрозаводского шоссе.
- Мемориальный комплекс «Долина Героев» на 14-м км Петрозаводского шоссе. В 4-х братских могилах захоронено свыше 2000 советских воинов.

В 2000 году было завершено строительство православного деревянного храма Вознесения Господня Храм построен в нескольких метрах от разрушенной в годы советской власти Вознесенской церкви.